# Петър Александров (футболист)
Вижте пояснителната страница за други личности с името Петър Александров.
Петър Александров Александров е български футболист, нападател. Роден е в град Карлово, където живеят родителите му, но корените му са от село Борец.

## Кариера
През 1977 г. започва да тренира футбол в школата на „Левски“ (Карлово) с първи треньор Стефан Генов. После, като войник в Маврудово, Стефан Генов го препоръчва на Атанас Драмов в Асеновец. Тогава асеновградчани са втори в Б група и вървят много добре. Но Петьо така и не попада в Асеновец и играе за отбора на ВВС (Крумово) в селските групи. Вкарва по 5 – 6 гола на мач. Започва кариерата си в „Левски“ (Карлово) – в Б РФГ има 26 мача и 10 гола (през 1981/82). Има 110 гола в А РФГ (за „Славия“ – 100 и за „Левски“ (София) – 10) в 185 мача (в „Славия“ от 1982 до 1989 – 173 и в „Левски“ (София) 1994/пр. - 12). Шампион и носител на купата на страната през 1994 с „Левски“. Бронзов медалист със „Славия“ през 1986 г. Балкански клубен шампион със Славия през 1986 и 1988 г. За Славия има 4 мача за купата на УЕФА. От 1989 до 1991 играе за „Кортрейк“ (Белгия) (1989/90) и „Енерги“ (Котбус, Германия) (1990/91). След това и за швейцарските „ФК Аарау“ (1991/ес.-1993/ес. и 1998/ес.-2000/пр.), „ФК Ньошател Ксамакс“ (1994/95), „ФК Люцерн“ (1995/ес.- 1998/пр.), „Баден“ (2000/пр.), "Кикерс" (2000/01) и „Блу Старс“ (2001/ес.) (общо е вкарал 117 гола). През 1992/93 е шампион на Швейцария с „ФК Аарау“ и е определен за най-добър чужденец в швейцарското първенство, финалист за купата на Швейцария през 1997 с „Люцерн“. Два пъти е голмайстор на Швейцарската Суперлига (1995 – 24 гола за „Ксамакс“ и 1996 – 19 гола за „Люцерн“). Участник на СП-1994, но така и не влиза в игра*. Дебютира като национал на 10 септември 1986 г. срещу Шотландия в Глазгоу – евроквалификация (0:0). За националния отбор е играл 25 мача и е вкарал 5 гола. Мощен нападател и отличен реализатор, като действа еднакво добре с двата крака и с глава. Начело на швейцарския „Кюстиген“. Асистент на Красимир Балъков в „Грасхопърс“. Бил е треньор и на аматьорски отбор в ФК Аарау и помощник-треньор на ПАОК.